# Нокдаун

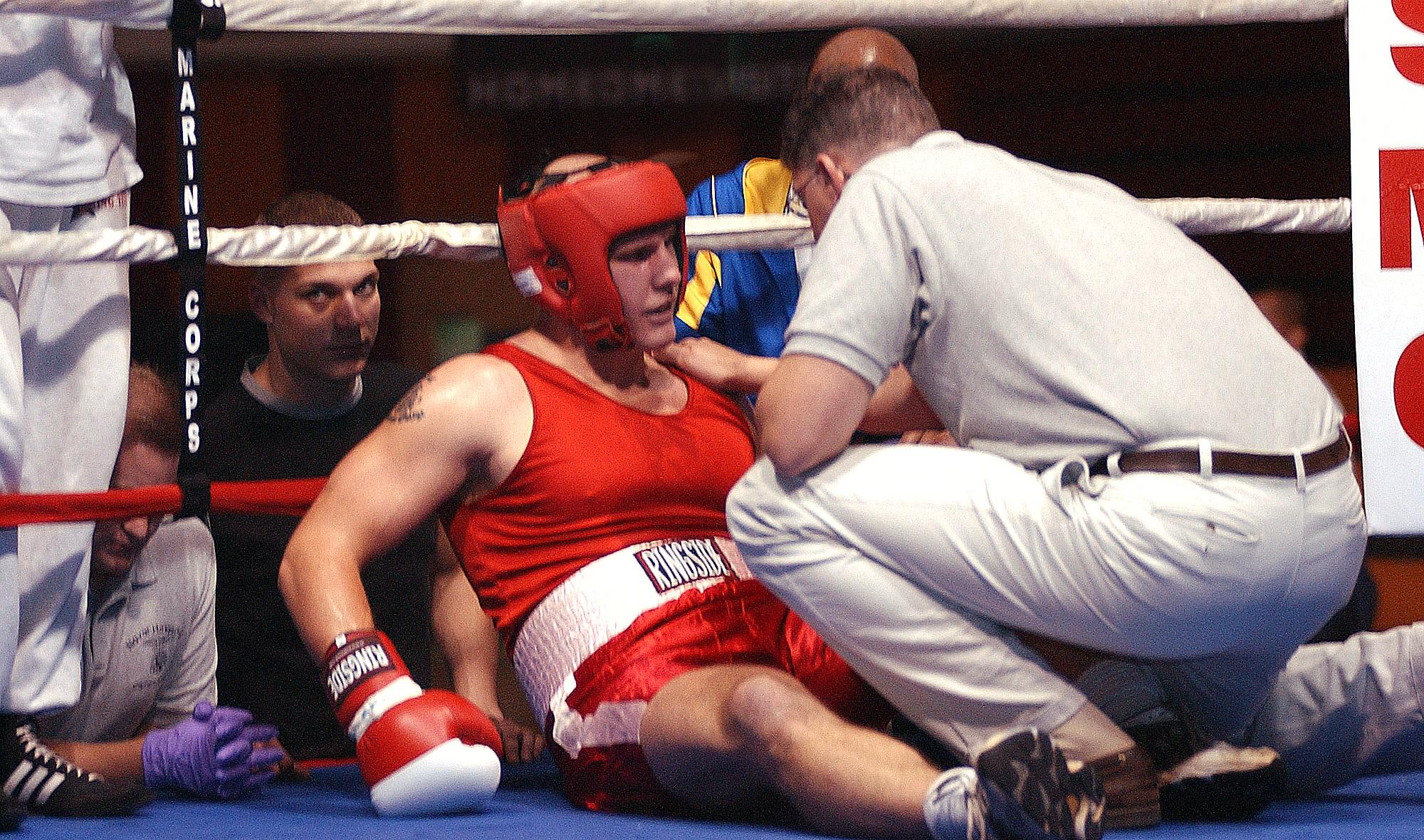
Любительський бокс. Спортсмен в нокдауні.

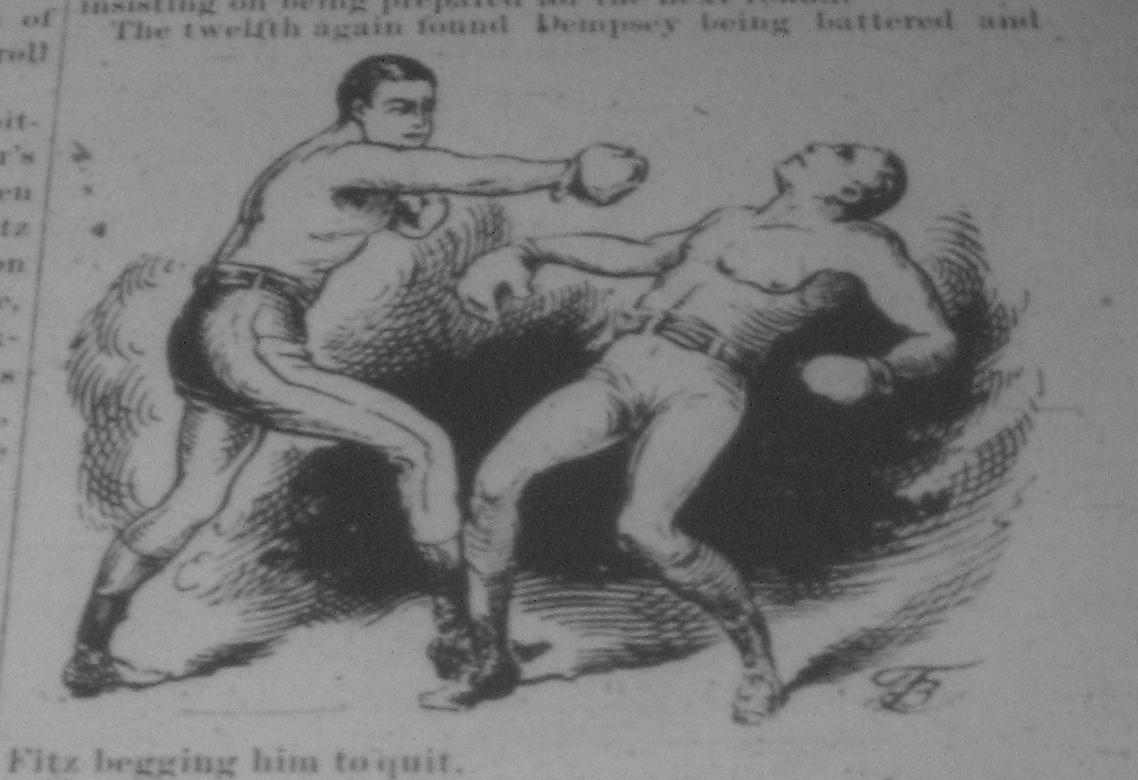
Боб Фіцсіммонс відправляє в нокдаун Джека Демпсі. Малюнок в газеті «The Mascot», 1891 рік

Нокдаун (англ. knock-down, knockdown — «нищівний удар», від «бити» і «донизу») — стан спортсмена, що характеризується обмеженою обороноздатністю і частковою втратою функціональних можливостей для продовження змагання внаслідок отриманого удару. Цей термін вживається в контактних видах спорту, де учасники змагань використовують ударну техніку: в боксі, кікбоксингу, карате, тхеквондо, змішаних бойових мистецтвах тощо. Перебування спортсмена в нокдауні оцінюється залежно від правил конкретного виду спорту. В боксі, кікбоксингу, тайському боксі та подібних видах спорту стан нокдауну одного з бійців перериває процес змагання — спортсмену дається короткий проміжок часу (8 або 10 секунд, залежно від правил) на відновлення. В інших, жорсткіших видах спорту, наприклад, в змішаних бойових мистецтвах, стан нокдауну одного з бійців не перериває процес змагання — час на відновлення не дається, і, таким чином, опонент отримує значну перевагу і можливість завершити бій нокаутом чи підкоренням.